# Piloto al mando

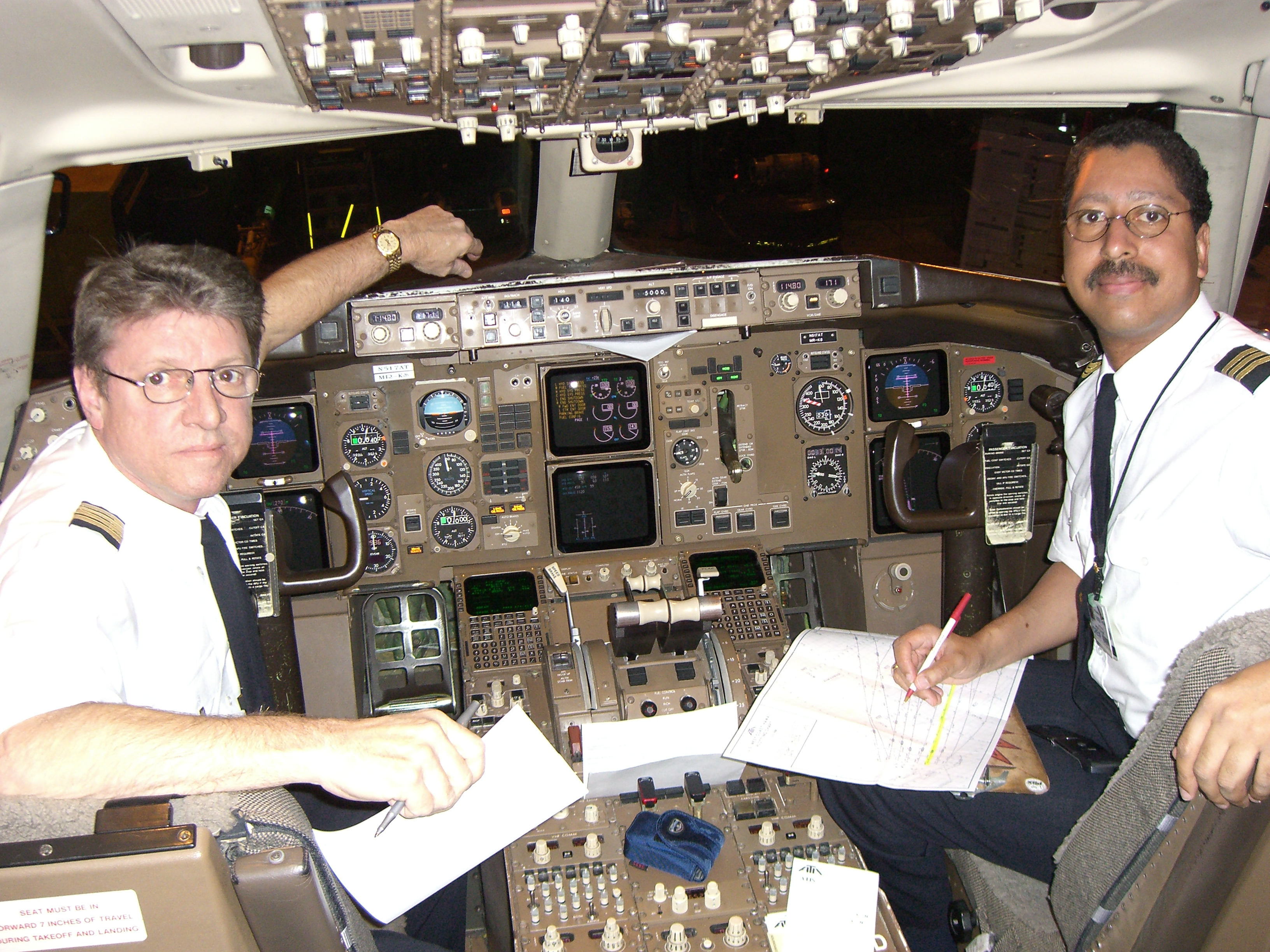
Comandante y copiloto en un Boeing 757; el comandante generalmente es el piloto al mando y se sienta en el asiento izquierdo de la cabina del avión.

El piloto al mando es la persona expresamente designada para ejercer el mando de una aeronave.

## Internacional
Para la aplicación de las normas internacionales de la navegación aérea, se usa la denominación de piloto al mando (pilot in command, PIC en inglés).
La definición jurídica estricta de PIC puede variar de país a país. La definición dada por la OACI es: «Piloto responsable de la operación y seguridad de la aeronave durante el tiempo de vuelo». En inglés se conoce como captain al comandante de la aeronave, mientras que el copiloto se conoce como first officer.

## España
En España se conoce como comandante de la aeronave al piloto al mando. En las aeronaves comerciales será nombrado por el operador entre los pilotos que reúnen las condiciones técnico-legales vigentes para poder ejercer las funciones previstas en el ordenamiento jurídico español.
En las aeronaves de Estado, militares, de aduana y de policía, la designación se hará de acuerdo con sus normas específicas.